# Дом № 51 по Николоямской улице
Дом № 51 по Николоямской улице — комплекс исторических зданий (усадьба) в Москве, построенный в XVIII—XIX веках. Объект культурного наследия федерального значения. Состоит из главного дома (строение 1) и двух флигелей (строения 2 и 4).
В настоящее время в основном здании усадьбы (строение 1) располагаются подразделения Института геоэкологии им. Е. М. Сергеева Российской академии наук.

## История
Самая старая часть главного дома относится ещё к рубежу XVII—XVIII веков, это белокаменная сводчатая палата в подвальном этаже и сени рядом с ней (им соответствуют оконные оси с 4-й по 6-ю на главном фасаде, считая слева). Здание было расширено с востока ещё одной палатой (пристроены оконные оси с 7-й по 9-ю) и надстроено вторым этажом в середине XVIII века купцом Сергеем Прокофьевичем Васильевым. Фасад дома был переделан в конце XVIII века, когда участком (вместе с соседними, современные дома 53 и 55) владел наследник С. П. Васильева, его внучатый племянник купец Пётр Яковлевич Пищальников. При нём же возведены сохранившиеся флигели. Главный дом усадьбы ещё расширен в 1853 году С. В. Морозовым, когда существовавшее с запада крыльцо было заменено парадным вестибюлем с лестницей. По другим данным, расширение произвёл купец А. А. Скороспелов в 1870-х годах, этому времени соответствует выложенная плиткой в вестибюле дата «1871».

## Архитектура
Первоначальное оформление усадьбы было барочным, в конце XVIII века фасад переоформлен в стиле классицизма, после перестройки середины XIX века дом и западный двухэтажный флигель получили псевдобарочное оформление, богатое мелкой лепниной. Восточный одноэтажный флигель сохраняет облик конца XVIII века. Ограда со стороны улицы также оформлена в стиле псевдобарокко. Интерьеры относятся к середине XIX века: парадная анфилада отделана мрамором, потолки украшены лепниной и расписными плафонами, сохранились дубовые двери, наборные паркеты и камины.